# Diagonal TV
Diagonal Televisió, S.L.U. est une société de production audiovisuelle espagnole appartenant au groupe Endemol Shine Iberia. Fondée à Barcelone en 1997, son activité principale est la production de séries télévisées en espagnol et en catalan. C'est l'une des principales sociétés de production d'Espagne, avec plusieurs productions à succès à son actif.

## Productions

### Télévision
- El súper (Telecinco, 1996 - 1999)
- Ambiciones (Antena 3, 1998)
- Temps de silenci (TV3, 2001 - 2002)
- Él y ella (plusieurs chaînes régionales, 2003)
- De moda (TV3, ETB 2, Telemadrid y Canal 9, 2004)
- Ventdelplà (TV3, 2005 - 2010)
- Amar en tiempos revueltos (La 1, 2005 - 2012)
- La Señora (La 1, 2008 - 2010)
- 700 euros, diario secreto de una call girl (Antena 3, 2008)
- 90-60-90, diario secreto de una adolescente (Antena 3, 2009)
- 14 de abril. La República (La 1, 2011; 2018 - 2019)
- Bandolera (Antena 3, 2011 - 2013)
- Isabel (La 1, 2012 - 2014)
- Kubala, Moreno i Manchón (TV3, 2012 - 2014)
- Amar es para siempre (Antena 3, 2013 - actualidad)
- Sin identidad (Antena 3, 2014 - 2015)
- Habitaciones cerradas (La 1, 2015)
- Carlos, Rey Emperador (La 1, 2015 - 2016)
- La catedral del mar (Antena 3, TV3 y Netflix, 2018)
- Cala Blanca (Antena 3, projet reporté sine die)
- Si no t'hagués conegut (TV3, 2018)
- Matadero (Antena 3, 2019)
- El nudo (Atresplayer Premium, 2019 - 2020 y Antena 3, 2021)
- Mercado Central (La 1, 2019 - 2021)
- Luimelia (Atresplayer Premium, 2020 - aujourd'hui)
- Luimelia77 (Atresplayer Premium, 2020)
- Los herederos de la tierra (Netflix, Antena 3 y TV3, 2022)
- La novia gitana (Atresplayer Premium, sortie prévue en 2022)
- Los pacientes del doctor García (La 1 y Netflix, sortie prévue en 2022)

### Cinéma
- Va a ser que nadie es perfecto (2006)
- La corona partida (2016)
- The Bookshop (2017)